# 2024年のイギリス
2024年のイギリス （2024ねんのイギリス）では、2024年のイギリスに関する出来事について記述する。

## できごと
スポーツ関連のできごとは、この節ではなく、かなり下に位置する「文化、スポーツ」の節に書いてください。

### 主なできごと（通年）
- 2024年イギリス総選挙での労働党の勝利 -キア・スターマー率いる労働党が、過半数を大きく超える議席を獲得して政権交代。14年ぶりの政権奪還となった。
- 記録的な洪水とストーム・バートの被害（11月） - イングランド南部とウェールズで大雨による洪水が多発し、ストーム・バートの影響で数百件の住宅が浸水、交通インフラも混乱した。
- チャールズ国王の健康問題 - チャールズ3世ががんと診断され、一部の公務を休止。イギリス王室の将来に関する議論や、ウィリアム皇太子の役割が注目された。
- 生活費高騰の継続と抗議活動 - エネルギー価格（ガソリン代、ガス代など）や食料品価格の高騰が続き、各地で生活費に関するデモやストライキが発生し、公共交通や医療分野にも影響を及ぼした。
- ロンドン市長選でサディク・カーンが3選 - ロンドン市長選で現職のサディク・カーン（労働党）が再選され、同職初の3期目となった。治安・住宅・交通政策が争点となった。

### 3月

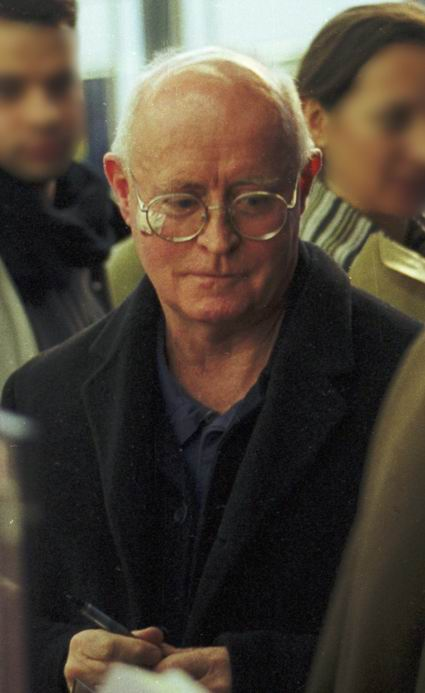
エドワード・ボンド

デヴィッド・サイドラー

- 3月20日 - ウェールズ首相に初の黒人となるボーン・ゲシング（英語版）が就任。イギリス国内の首相全員が非白人となった[1]。

### 4月

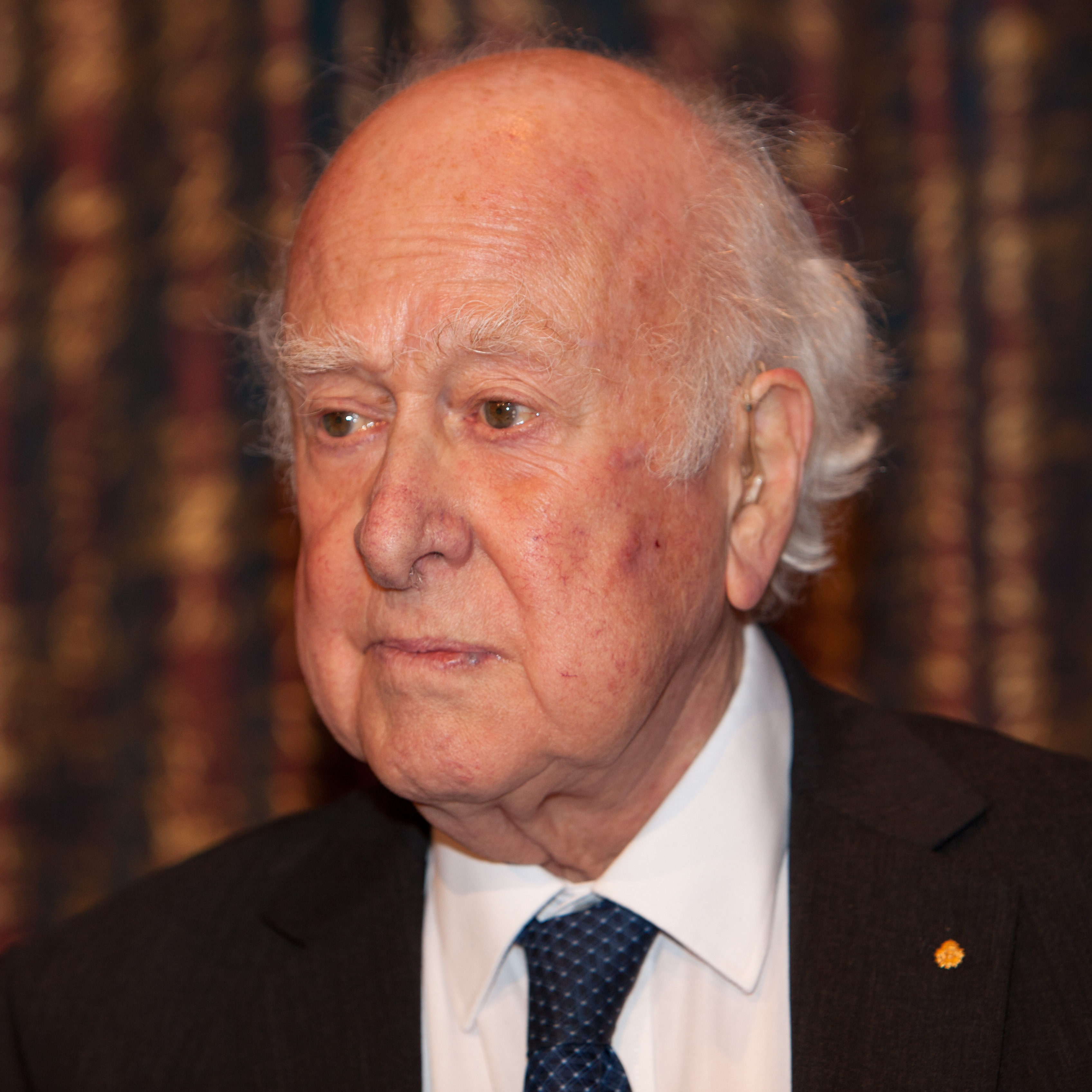
ピーター・ヒッグス

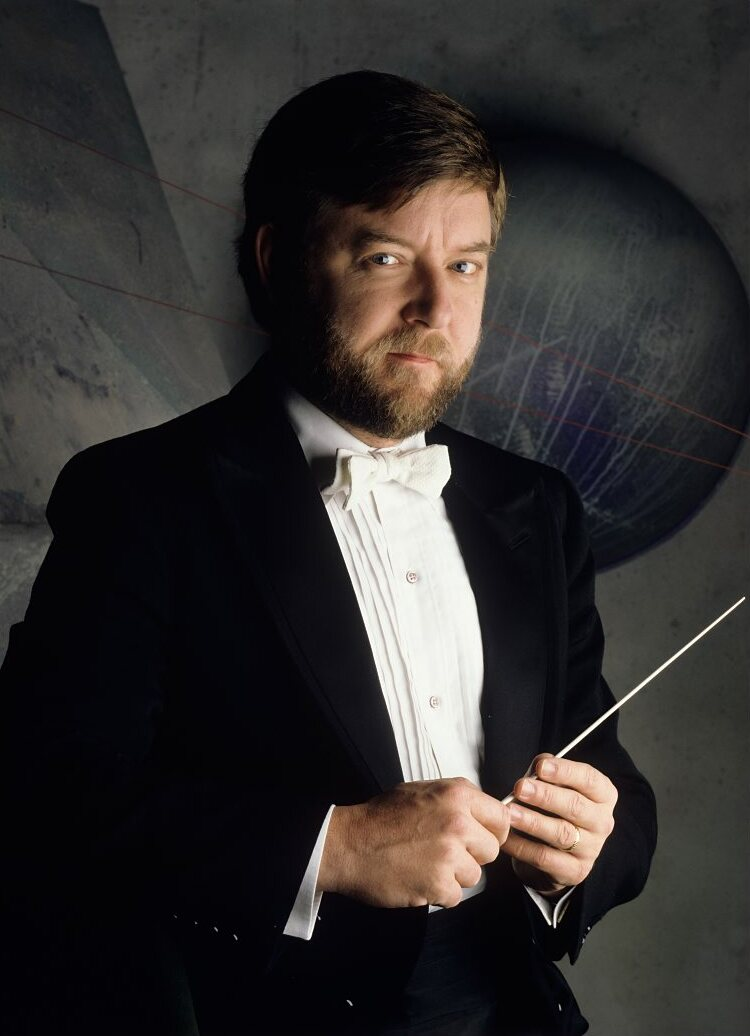
アンドルー・デイヴィス

- 4月7日 - イギリス男性ラス・クック（英語版）がアフリカ大陸の約1万6000キロを351日間かけて走って縦断[2]。外国でも話題となった。

### 5月

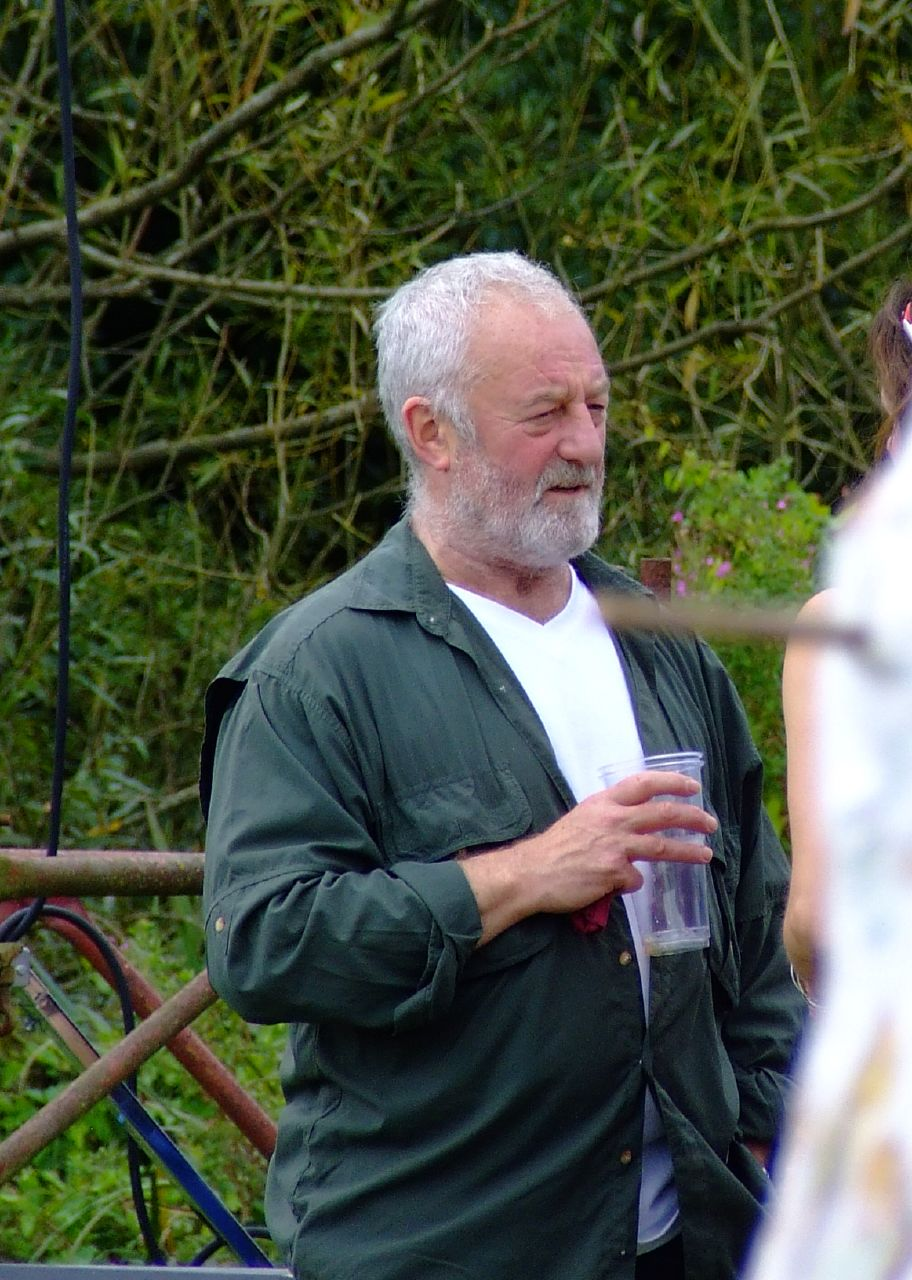
バーナード・ヒル

- 5月6日 - スコットランド首相にジョン・スウィニー（英語版）が就任[3]。
- 5月14日 - 芸術家のジョナサン・ヨーが描いたチャールズ国王の公式肖像画（英語版）が公開された[4]。
- 5月21日 - ロンドン・ヒースロー空港発のシンガポール航空の旅客機が晴天乱気流に遭遇後に緊急着陸し、1人が死亡、30人以上が負傷[5]。

### 6月

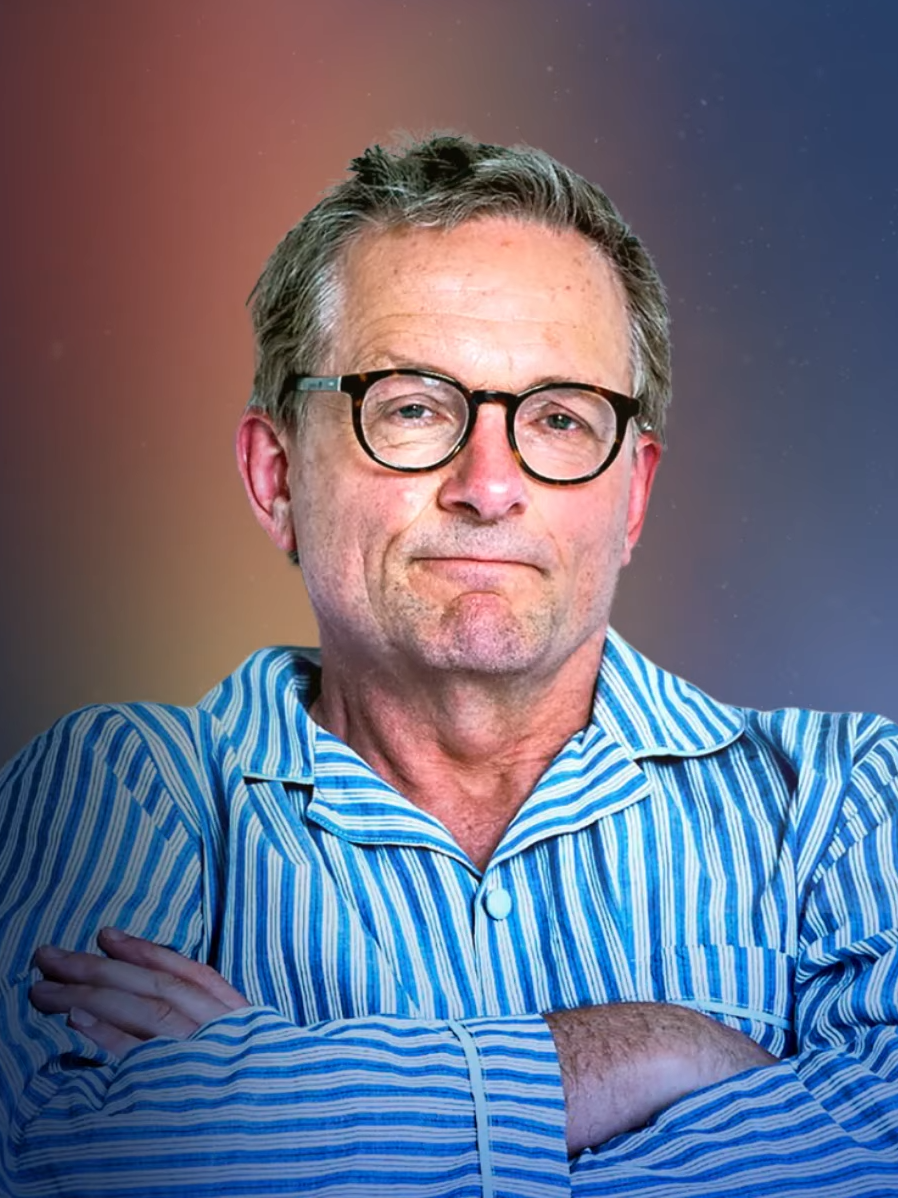
マイケル・モズリー

- 6月5日 - チャールズ国王の肖像が入った新紙幣の発行が開始[6]。
- 6月25日 - チャールズ国王が第126代天皇の徳仁を国賓として歓迎式典に招待[7]。

### 7月

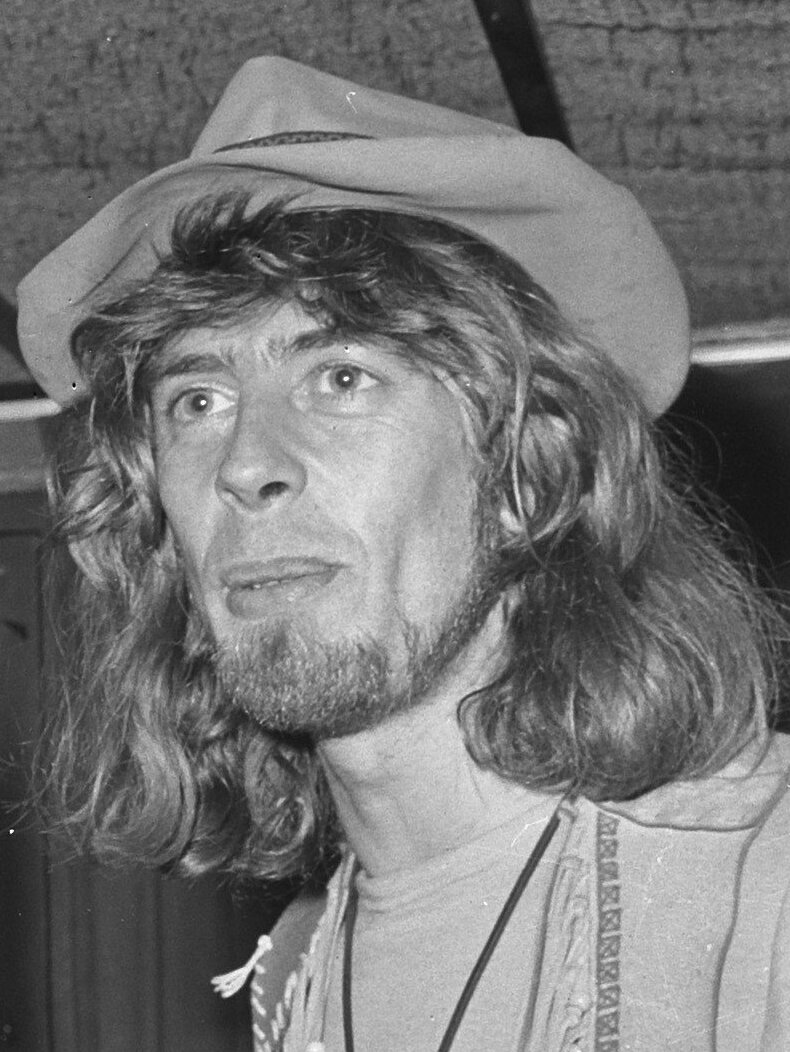
ジョン・メイオール

- 7月4日 - 2024年イギリス総選挙
  - 労働党が保守党を破って14年ぶりの政権交代が実現[8]。
- 7月18日 - 2024年ヘアヒルズ暴動（英語版）
- 7月29日 - サウスポートのダンス教室で刃物による襲撃事件が発生し、2人が死亡、11人が負傷[9]。
- 7月30日 - 2024年イギリス暴動（英語版）

### 9月
- 9月30日 - 国内最後の石炭火力発電所のラトクリフ・オン・ソア発電所（英語版）が運転を終了し、国内を通じて1882年から続いた石炭火力発電への依存を終えた[10]。

### 10月

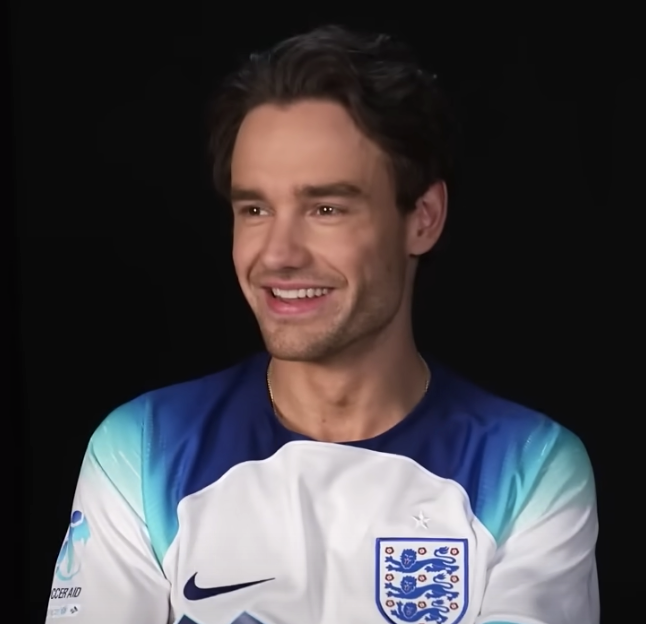
リアム・ペイン

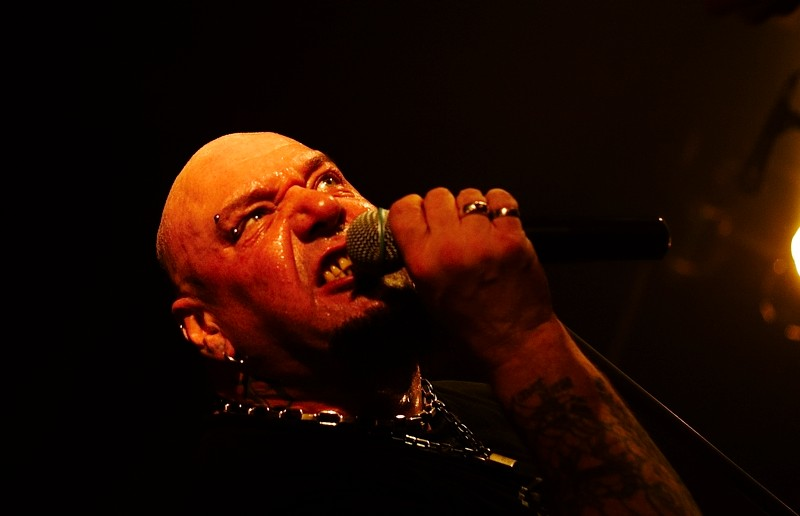
ポール・ディアノ

- 10月3日 - イギリスがチャゴス諸島を モーリシャスに返還すると発表した[11]。
- 10月6日 - スー・グレイ（英語版）首席補佐官が辞任（後任はモーガン・マクスウィーニー（英語版））[12]。
- 10月8日 - ジェフリー・ヒントンがノーベル物理学賞を受賞（アメリカのジョン・ホップフィールドとの共同受賞）[13]。
- 10月9日 - デミス・ハサビスがノーベル化学賞を受賞（アメリカのジョン・M・ジャンパー、デイヴィッド・ベイカーとの共同受賞）[14]。
- 10月21日 - ポーイスで列車同士が衝突し、1人が死亡、15人が病院に搬送された[15]。
- 10月25日～26日 - 2024年イギリス連邦首脳会議（英語版）
- 10月31日 - 2024年イギリス保守党党首選挙

### 11月
- 11月2日 - 保守党党首選挙で決選投票の末にケミ・ベーデノックが選出された[16]。
- 11月25日 - 存命中の世界最高齢男性のジョン・ティニスウッドが112歳91日で死去[17]。
- 11月29日 - ルイーズ・ヘイグ（英語版）運輸大臣（英語版）が過去の有罪判決認めて辞任（後任はハイディ・アレクサンダー（英語版））[18]。

### 12月

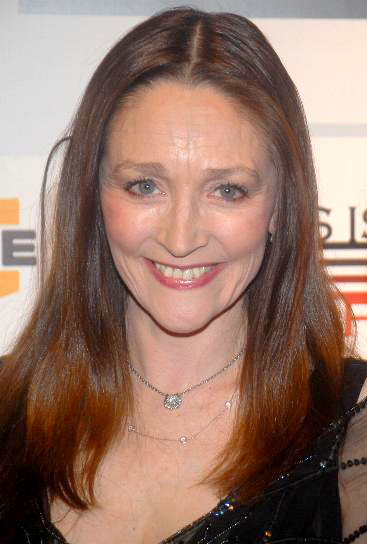
オリヴィア・ハッセー

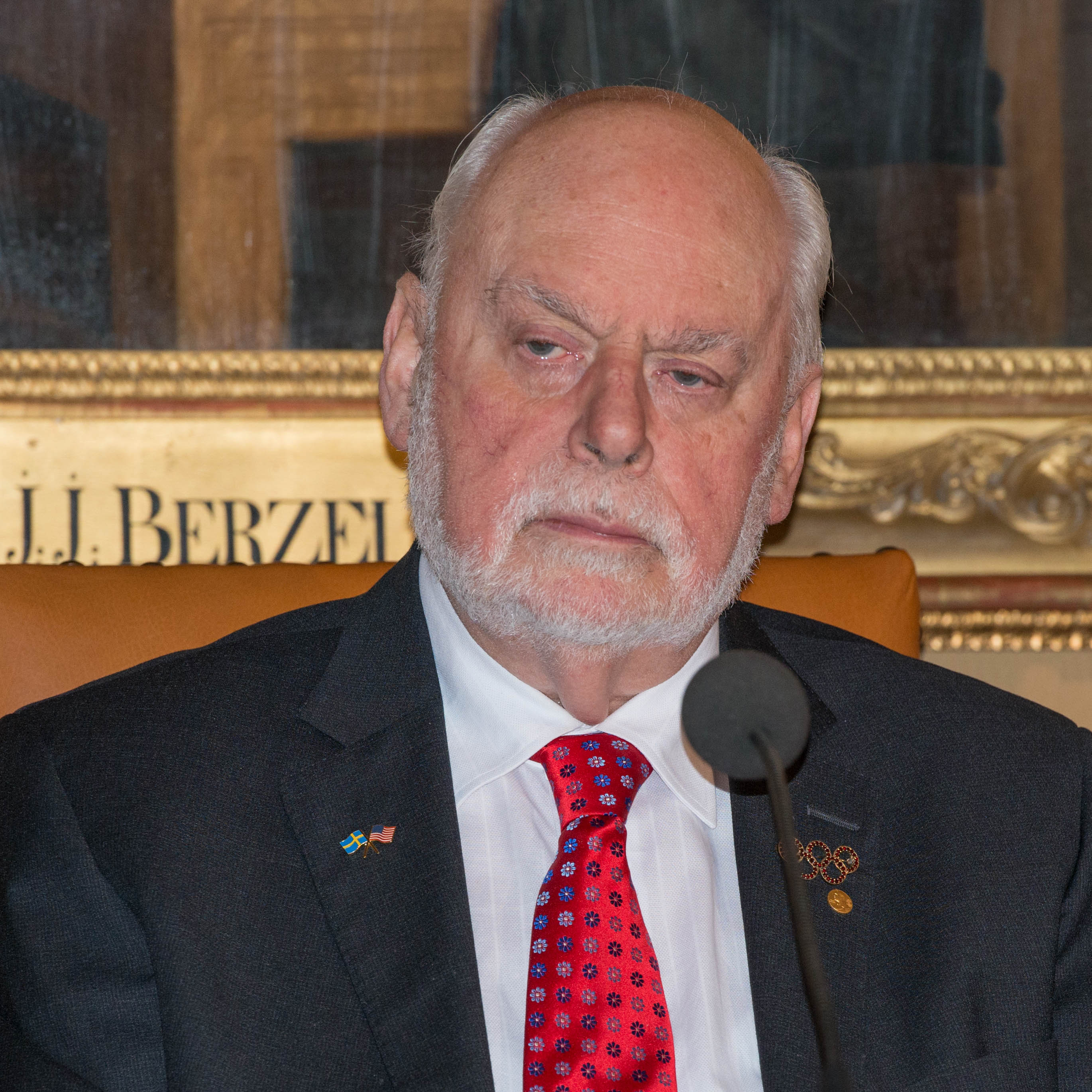
フレイザー・ストッダート

- 12月15日 - 環太平洋パートナーシップ協定（TPP）にイギリスが入った議定書が発効し、正式に加盟[19]。

## 政治

### 元首、政治上の要職など
- 国王
  - ウィンザー朝第5代: チャールズ3世 （2022年9月8日 - ）
- 首相
  - 第79代: リシ・スナク （保守党、2022年10月25日 - 2024年7月5日）
  - 第80代: キア・スターマー （労働党、2024年7月5日 - ）

### 選挙
- 5月2日　ロンドン市長選 - サディク・カーン（労働党）が再選され、3期目の市長に。改革UKの候補者はハワード・コックス（Howard Cox）だった。投票率：40.5%。

en:2024 London mayoral election（2024年ロンドン市長選挙、英語版）も参照
- 5月2日 イギリス北西部のブラックプール・サウスのイギリス議会下院議員を選ぶ補選がおこなわれ、最大野党・労働党の候補が58.91%の票を得て勝利した[20]。

en:2024 Blackpool South by-election（2024年ブラックプール・サウス補選、英語版）も参照
- 5月2日 地方選挙 -イングランドの107の自治体の2,658議席の選挙が行われ、労働党が最も多くの議席を獲得。改革UKは677議席を獲得し、地方政治において存在感を示した。
- 7月4日に2024年イギリス総選挙が行われた

- 労働党が412議席を獲得し、174議席の過半数を確保。
- 保守党は121議席にとどまり、過去最悪の敗北。
- 改革UKは5議席
- 緑の党は4議席

2024年を通してみると、労働党の復権、改革UKの台頭、保守党の凋落が起きた。

## 気象、地象、自然災害
イギリス国内の気象、地象、自然災害

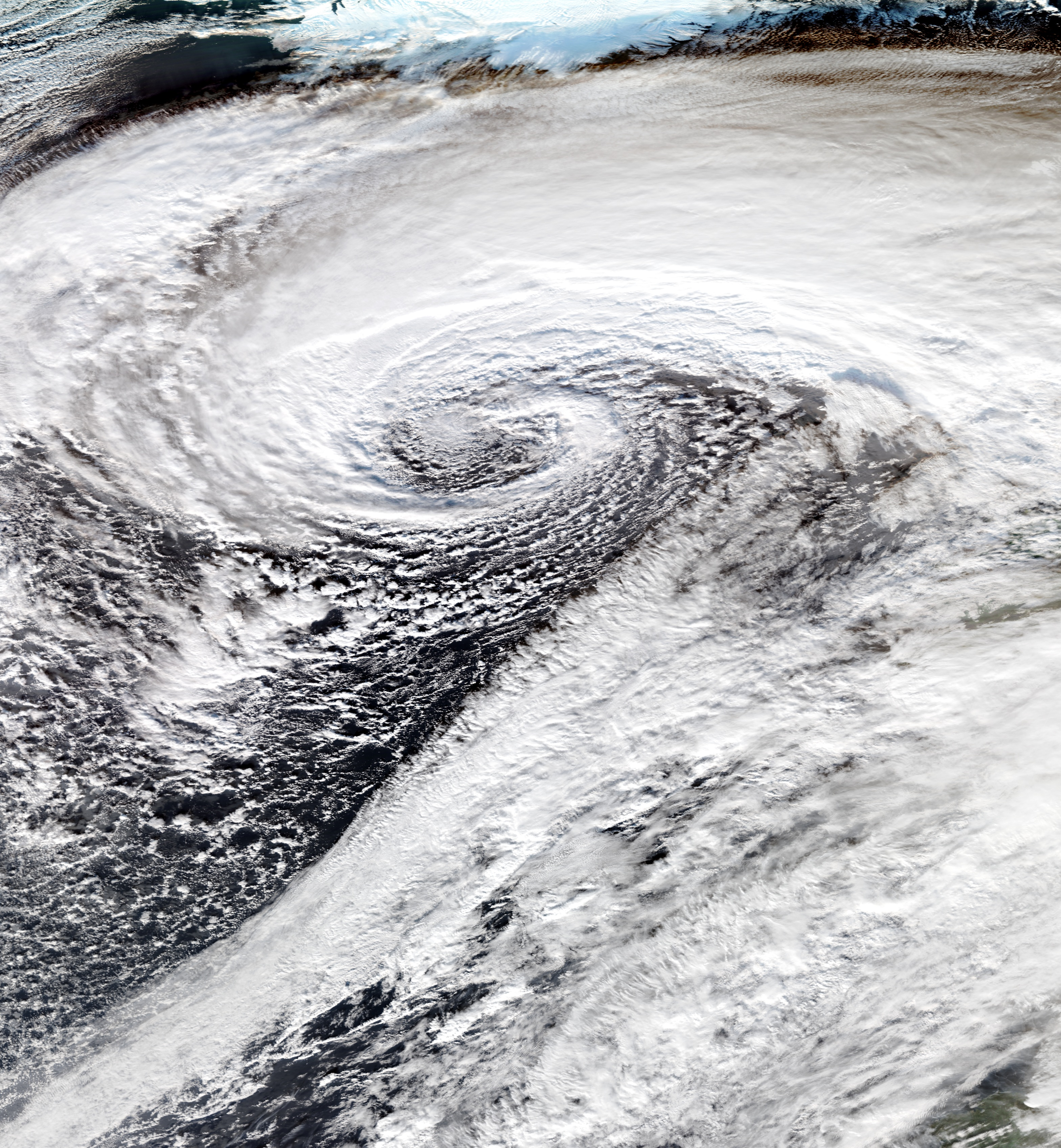
ストーム・バート

- 春には海洋熱波が発生し、夜間の気温上昇が起きた。
- 夏は、2015年以来最も涼しい夏となり、平均気温は長期平均を下回った 。
- 9月と10月には、南部と中部イングランドで記録的な降水量が観測され、グロスターシャーでは1836年以来降水量が最も多い秋となった。
- 11月にはストーム・バート（Storm Bert）が上陸し、南ウェールズと南西イングランドで広範な洪水と停電が発生し、500軒以上の住宅が被害を受けた 。

en:Storm Bert（ストーム・バート、英語版）も参照

## 芸術、文化、スポーツ
ハイカルチャー、サブカルチャー、流行、ゲーム、スポーツなど幅広く

### 文学
- 本年のブッカー賞は、サマンサ・ハーヴィー（Samantha Harvey）の『オービタル』（原題:Orbital）に授与された。

### 舞台
- シェイクスピアズ・グローブで夏季に『アントニーとクレオパトラ』が、話し言葉の英語（spoken English）とイギリス手話のバイリンガル公演された[21]。シーンによっては手話のみ、シーンによっては話し言葉の英語のみ、シーンによっては両方が使われた[21]。また夏季に『リチャード三世』の公演も行われた。

### 映画
- en:List of 2024 box office number-one films in the United Kingdom（2024年のイギリスで興行成績1位の映画作品の一覧、英語版）
- en:List of British films of 2024（2024年イギリス映画の一覧、英語版）
- en:Category:2024 in British cinema（2024年のイギリス映画のカテゴリ、英語版）も参照

### テレビ放送
- en:2024 in British television（2024年のイギリスのテレビ、英語版）
- en:Category:2024 in British television（2024年のイギリスのテレビのカテゴリ、英語版）も参照

1月1日～4日にトビー・ジョーンズ監督によるドラマ『ミスター・ベイツvsポストオフィス』が放送された。

### 音楽
- en:2024 in British music（2024年のイギリスの音楽、英語版）も参照

- 8月27日 - バンドの「オアシス」が15年ぶりに再結成[22]。

### ボードゲーム

#### チェス
英国チェスチャンピオンシップ（en:British Chess Championship）が7月27日から8月4日にキングストン・アポン・ハルで開催され、86名のチェスプレーヤーが参加し、優勝はGawain Jones、2位がDavid Howell、3位がMatthew J Wadsworthだった。 

### スポーツ

#### サッカー
- en:2024–25 in English football（2024年-2025年英国サッカー、英語版）

#### ラグビー
- en:2024 Super League season（2024年スーパーリーグ・シーズン、英語版）
- en:Category:2024 in English rugby league（2024年英国ラグビーリーグ、英語版）も参照

#### クリケット
- en:2024 English cricket season（2024年イギリスのクリケット・シーズン、英語版）

スポーツ関連のできごと
- 1月27日 - サッカー北アイルランド代表の通算最多出場記録を持つスティーヴン・デイヴィスが現役引退を表明[23]。
- 2月2日～18日 - 2024年世界水泳選手権
  - 2024年世界水泳選手権イギリス選手団（英語版）
  - 女子200メートルバタフライのローラ・スティーブンズ（英語版）、女子400メートルバタフライのフレイヤ・コルベート（英語版）、男子ハイダイビングのエイダン・ヘスロップ（英語版）などが金メダルを獲得。
- 2月3日 - 北アイルランドの首席大臣にミシェル・オニールが選出された。イギリスから分離してアイルランドとして統一を目指す政党からは初の選出となった[24]。
- 2月13日 - マンチェスター・シティFCのフィル・フォーデンがUEFAチャンピオンズリーグ通算50試合に出場。23歳261日での達成はイングランド人史上最年少記録となった[25]。
- 3月18日 - プレミアリーグのノッティンガム・フォレストFCが財務規定違反により勝ち点「4」を剥奪。同シーズンでエヴァートンFCの「10」剥奪に次ぐ2クラブ目[26]。
- 4月18日 - UEFAチャンピオンズリーグ 2023-24の準々決勝でマンチェスター・シティFCとアーセナルFCがそれぞれ敗退[27]。
- 4月21日 - ロンドンマラソンでペレス・ジェプチルチル（ ケニア）が2時間16分16秒を記録し、女性のみのレースにおける世界新記録（英語版）を達成[28]。
- 4月24日 - プレミアリーグ2023-2024で45試合を残しながら総得点が「1092」となり、リーグ史上最多記録に並んだ（1試合平均3.26得点）[29]。
- 5月19日 - プレミアリーグ2023-2024の第37節でマンチェスター・シティFCが4年連続8度目の優勝、4連覇はリーグ史上初（前身も含む）[30]。
- 6月1日 - UEFAチャンピオンズリーグ 2023-24・決勝がウェンブリースタジアムで開催され、50人以上が逮捕された。イギリスのクラブが出場することはなかった[31]。
- 6月8日～9日 - MLB・ロンドンシリーズ（英語版）が2年連続3度目となる開催[32]。
- 6月18日 - MLB・ロサンゼルス・ドジャースのマイケル・ピーターセン（英語版）がイギリス人としてP.J.コンロン以来6年ぶりとなるMLBの試合に出場[33]。
- 6月23日 - UEFA EURO 2024のグループAでスコットランド代表が1分2敗でグループ4位となり敗退[34]。
- 7月1日～14日 - 2024年ウィンブルドン選手権
  - イギリス人では男子ダブルス（英語版）でヘンリー・パッテン（英語版）が優勝。
- 7月7日 - F1・2024年イギリスグランプリ（シルバーストン・サーキット）
  - ルイス・ハミルトンが9度目の優勝で史上最多記録を更新[35]。
- 7月14日 - UEFA EURO 2024・決勝でイングランド代表がスペイン代表にスコア1-2で敗れて準優勝[36]。
- 7月26日～8月11日 - 2024年パリオリンピック
  - 2024年パリオリンピックのイギリス選手団（英語版）
  - 一時期はビッグ4 (テニス)（英語版）の1人であったアンディ・マリーが現役引退[37]。
  - 自転車競技の女子チームスプリントでケイティ・マーシャン、ソフィー・ケープウェル（英語版）、エマ・フィヌ－カン（英語版）が世界新記録で金メダルを獲得[38]。
- 8月4日 - 2024年のイギリスグランプリ (ロードレース)（英語版）（シルバーストン・サーキット）

## 死去

### 1月

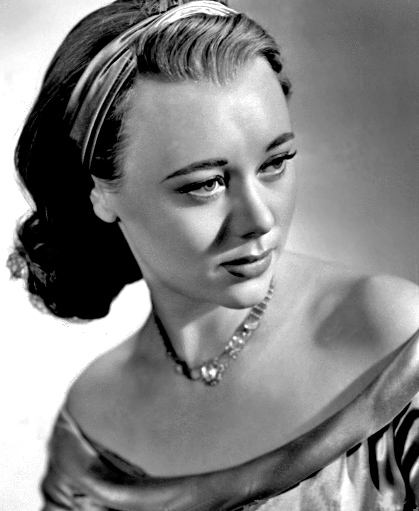
グリニス・ジョンズ

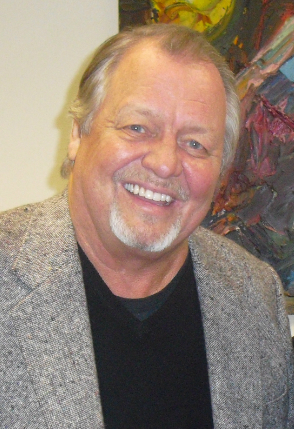
デヴィッド・ソウル

- 1月4日 - グリニス・ジョンズ：女優（* 1923年）
- 1月4日 - デヴィッド・ソウル：俳優、歌手（* 1943年）
- 1月4日 - ジョージナ・ヘイル（英語版）：女優（* 1943年）
- 1月5日 - デル・パーマー（英語版）：ミュージシャン（* 1952年）
- 1月6日 - ロイ・カルン（英語版）：外科医（* 1930年）
- 1月7日 - トニー・クラーキン（英語版）：作曲家（* 1946年）
- 1月8日 - JPR・ウィリアムズ（英語版）：ラグビー選手（* 1949年）
- 1月11日 - ダイソン・ラベル（英語版）：映画プロデューサー、俳優（* 1936年）
- 1月11日 - アニー・ナイチンゲール（英語版）：キャスター（* 1940年）
- 1月16日 - ローリー・ジョンソン（英語版）：作曲家（* 1927年）
- 1月17日 - トニー・ロイド（英語版）：政治家 (労働党)、外務大臣（* 1950年）
- 1月19日 - アラン・ミルズ（英語版）：テニス選手（* 1935年）
- 1月19日 - グラハム・ブライト（英語版）：政治家 (保守党)、実業家（* 1942年）
- 1月22日 - トミー・ボールドウィン（英語版）：サッカー選手 (MF)（* 1945年）

### 2月

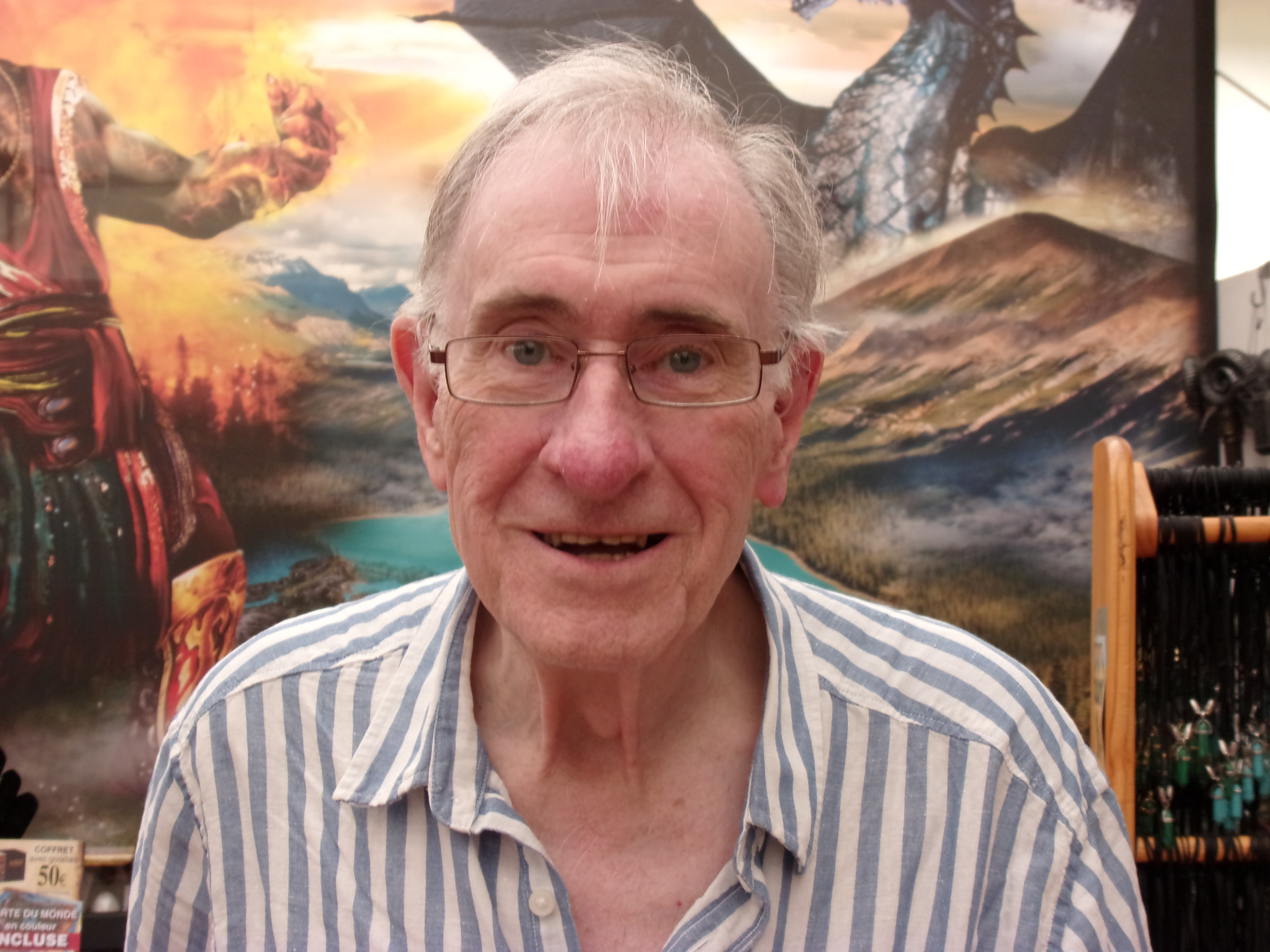
クリストファー・プリースト

- 2月2日 - クリストファー・プリースト：小説家、英国SF協会賞を5回受賞（* 1943年）
- 2月2日 - ジョニー・アーウィン（英語版）：テレビ司会者（* 1973年）
- 2月2日 - イアン・ラベンダー（英語版）：俳優（* 1946年）
- 2月4日 - バリー・ジョン（英語版）：ラグビー選手 (FH)（* 1945年）
- 2月5日 - マイケル・ジェイストン：俳優（* 1935年）
- 2月6日 - アンソニー・エプスタイン（英語版）：病理学者（* 1921年）
- 2月12日 - ステュワート・ロバートソン（英語版）：指揮者（* 1948年）
- 2月12日 - スティーブ・ライト（英語版）：DJ（* 1954年）
- 2月15日 - ステュアート・オルガン（英語版）：俳優（* 1951年）
- 2月16日 - イアン・マクミラン（英語版）：サッカースコットランド代表 (FW)（* 1931年）
- 2月19日 - ユエン・マッキントッシュ（英語版）：俳優（* 1973年）
- 2月21日 - パメラ・セイラム（英語版）：女優（* 1944年）
- 2月21日 - ジョン・サヴィデント（英語版）：俳優（* 1938年）
- 2月22日 - ジョン・ロウ（英語版）：ミュージシャン（* 1942年）
- 2月23日 - ロニー・キャンベル（英語版）：政治家 (労働党)（* 1943年）
- 2月23日 - クリス・ゴーティエ（英語版）：俳優（* 1976年）
- 2月24日 - クリス・ニコル：サッカー北アイルランド代表 (DF)（* 1946年）
- 2月24日 - スタン・ボウルズ（英語版）：サッカーイングランド代表 (FW)（* 1948年）
- 2月24日 - ブライアン・ステイブルフォード：小説家（* 1948年）
- 2月25日 - パトリック・コーマック（英語版）：政治家、歴史家（* 1939年）
- 2月26日 - ジェイコブ・ロスチャイルド (第4代ロスチャイルド男爵)：貴族、銀行家（* 1936年）
- 2月27日 - マイケル・カルバー：俳優（* 1938年）

### 3月
- 3月2日 - モーリス・ベンブリッジ（英語版）：ゴルファー（* 1945年）
- 3月3日 - エドワード・ボンド（英語版）：劇作家、詩人、脚本家（* 1934年）
- 3月10日 - カール・ウォリンジャー：ミュージシャン（* 1957年）
- 3月12日 - ジェームズ・ホイットボーン（英語版）：作曲家、指揮者（* 1963年）
- 3月16日 - デヴィッド・サイドラー：脚本家（* 1937年）
- 3月17日 - スティーヴ・ハーレイ（英語版）：シンガーソングライター (スティーヴ・ハーレイ&コックニー・レベル)（* 1951年）
- 3月18日 - ジミー・ヘイスティングス：ミュージシャン（* 1938年）
- 3月25日 - クリス・クロス（英語版）：ミュージシャン （* 1952年）
- 3月28日 - ラリー・ロイド（英語版）：サッカーイングランド代表 (DF)（* 1948年）
- 3月28日 - ロス・J・アンダーソン（英語版）：セキュリティ工学研究者（* 1956年）
- 3月29日 - ジェリー・コンウェイ（英語版）：ドラマー、パーカッショニスト（* 1947年）
- 3月29日 - チャンス・パードモ：俳優（* 1996年）
- 3月31日 - ジョナサン・ベネット：哲学者（* 1930年）

### 4月
- 4月3日 - エイドリアン・シラー（英語版）：俳優（* 1964年）
- 4月4日 - リン・リード・バンクス：児童文学作家、小説家（* 1929年）
- 4月8日 - ピーター・ヒッグス：物理学者、2013年にノーベル物理学賞受賞（* 1929年）
- 4月10日 - テッド・トールマン（英語版）：F1チーム「トールマン」の創業者（* 1938年）
- 4月14日 - ヴィンセント・フリール（英語版）：俳優（* 1960年）
- 4月15日 - デレク・アンダーウッド（英語版）：クリケット選手（* 1945年）
- 4月17日 - チップス・ケズウィック（英語版）：銀行家（* 1940年）
- 4月19日 - レイトン・ジェームズ（英語版）：サッカーウェールズ代表 (FW)（* 1953年）
- 4月20日 - ドリーン・マッシー：貴族院議員（* 1938年）
- 4月20日 - アンドルー・デイヴィス：指揮者（* 1944年）
- 4月23日 - ジョージ・ベイカー（英語版）：サッカーウェールズ代表 (FW)（* 1936年）
- 4月24日 - マイク・ピンダー（英語版）：ミュージシャン、キーボード奏者、ムーディー・ブルースのメンバー （* 1941年）
- 4月27日 - C・J・サンソム：著作家（* 1952年）
- 4月28日 - ブライアン・マカーディ（英語版）：俳優（* 1965年）

### 5月
- 5月1日 - リチャード・タンディ（英語版）：ミュージシャン、(エレクトリック・ライト・オーケストラ)のメンバー（* 1948年）
- 5月2日 - ピーター・オースターハウス（英語版）：ゴルファー （* 1948年）
- 5月2日 - ジョシュ・ベイカー（英語版）：現役クリケット選手（* 2003年）
- 5月5日 - バーナード・ヒル：俳優（* 1944年）
- 5月6日 - イアン・ゲルダー（英語版）：俳優（* 1949年）
- 5月9日 - シャーリー・コンラン（英語版）：作家、デザイナー、ジャーナリスト（* 1932年）
- 5月12日 - クライヴ・ジョンストン：軍人（* 1963年）
- 5月14日 - グドルーン・ウレ（英語版）：女優（* 1926年）
- 5月15日 - ジョン・ホーケン（英語版）：キーボード奏者（* 1940年）
- 5月17日 - チャーリー・コリン（英語版）：ベーシスト (トレイン)（* 1966年）
- 5月22日 - デビッド・ウィルキー（英語版）：競泳選手 (平泳ぎ)、1976年モントリオールオリンピック金メダリスト（* 1954年）
- 5月23日 - ジョン・ボードマン（英語版）：美術史家（* 1927年）
- 5月29日 - ジョン・バーンサイド（英語版）：作家（* 1955年）
- 5月30日 - トレバー・エドワーズ（英語版）：サッカーウェールズ代表 (DF)（* 1937年）

### 6月
- 6月2日 - ジャネット・チャールズ（英語版）：女優（* 1927年）
- 6月2日 - ハロルド・スノード（英語版）：テレビプロデューサー、脚本家（* 1935年）
- 6月2日 - ロブ・バロウ（英語版）：ラグビー選手 (SH)（* 1982年）
- 6月3日 - ウィリアム・ラッセル（英語版）：俳優（* 1924年）
- 6月4日 - ニコラス・ボール（英語版）：俳優（* 1946年）
- 6月5日 - マイケル・モズリー（英語版）：テレビ司会者、プロデューサー（* 1957年）
- 6月5日 - ローズ・マリー（英語版）：歌手、女優（* 1956年）
- 6月13日 - トミー・バンクス（英語版）：サッカー選手 (DF)（* 1929年）
- 6月15日 - マークス寿子：日本出身でイギリス国籍の学者、評論家（* 1936年）
- 6月15日 - ケビン・キャンベル（英語版）：サッカー選手 (FW)（* 1970年）
- 6月19日 - ジェームス・ロッホラン：指揮者（* 1931年）
- 6月26日 - パット・ヘイウッド（英語版）：女優（* 1931年）
- 6月28日 - ピーター・コリンズ（英語版）：音楽プロデューサー（* 1951年）

### 7月
- 7月6日 - ジョー・イーガン（英語版）：シンガーソングライター（* 1946年）
- 7月6日 - ロバータ・テイラー（英語版）：女優（* 1948年）
- 7月9日 - イアン・バケット（英語版）：ラグビー選手 (PR)（* 1967年）
- 7月19日 - レイ・リアドン（英語版）：スヌーカー選手（* 1932年）
- 7月22日 - ジョン・メイオール：ミュージシャン（* 1933年）
- 7月29日 - ロバート・フェローズ：エリザベス2世の近臣、一代貴族（* 1941年）

### 8月

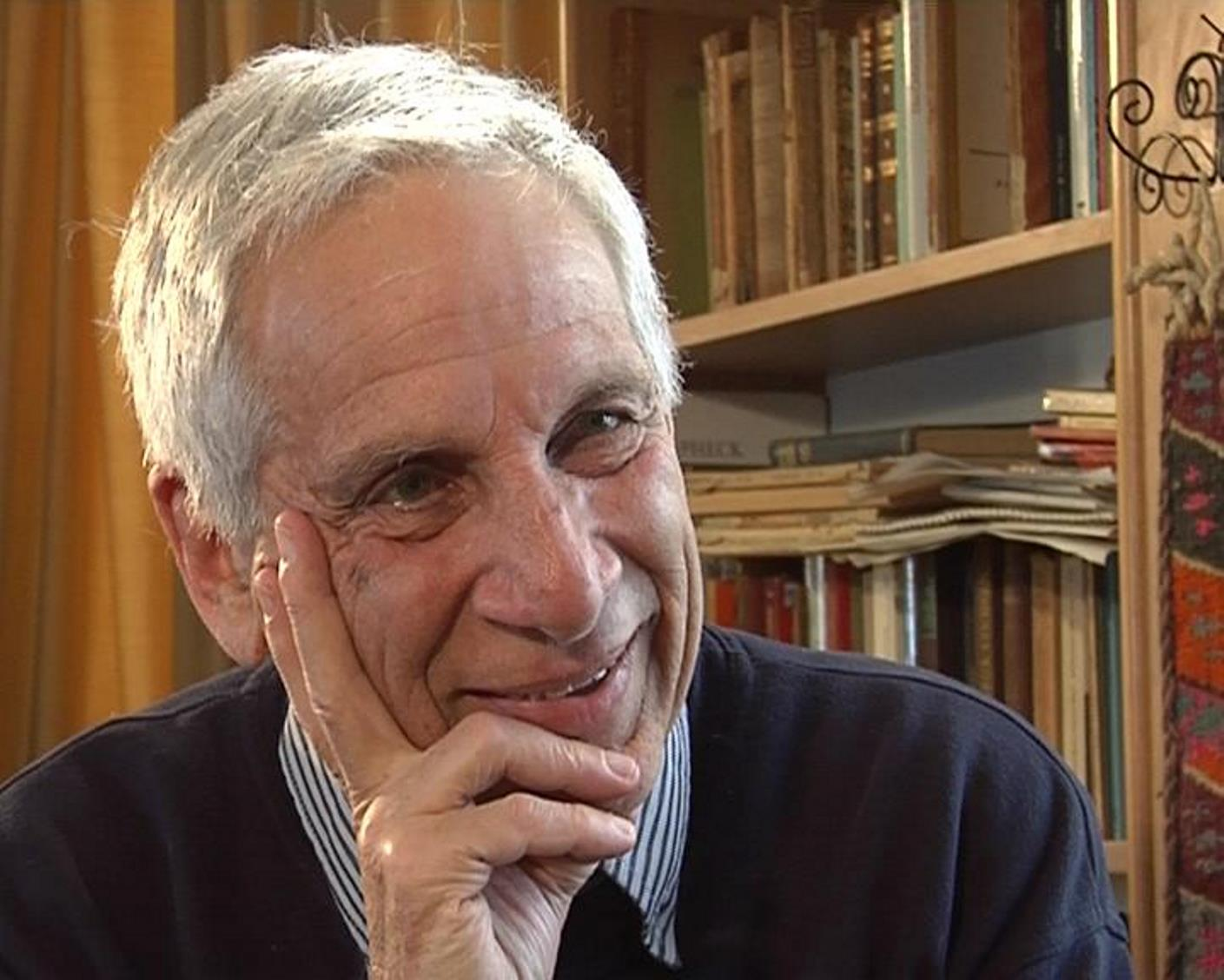
アレクサンダー・ゲール

- 8月1日 - トミー・キャシディ（英語版）：サッカー選手 (MF)（* 1950年）
- 8月1日 - クレイグ・シェイクスピア：サッカー選手 (MF)、指導者（* 1963年）
- 8月4日 - ジェレミー・ストロング（英語版）：児童文学作家（* 1949年）
- 8月5日 - グラハム・ソープ（英語版）：クリケット選手（* 1969年）
- 8月16日 - チャールズ・ブラックウェル（英語版）：編曲家（* 1940年）
- 8月19日 - マイク・リンチ（英語版）：実業家、HP オートノミー共同創業者（* 1965年）
- 8月20日 - ジョン・クレッグ（英語版）：俳優（* 1934年）
- 8月23日 - ベティ・ボーン（英語版）：俳優（* 1939年）
- 8月26日 - アレクサンダー・ゲール：作曲家（* 1932年）

### 9月

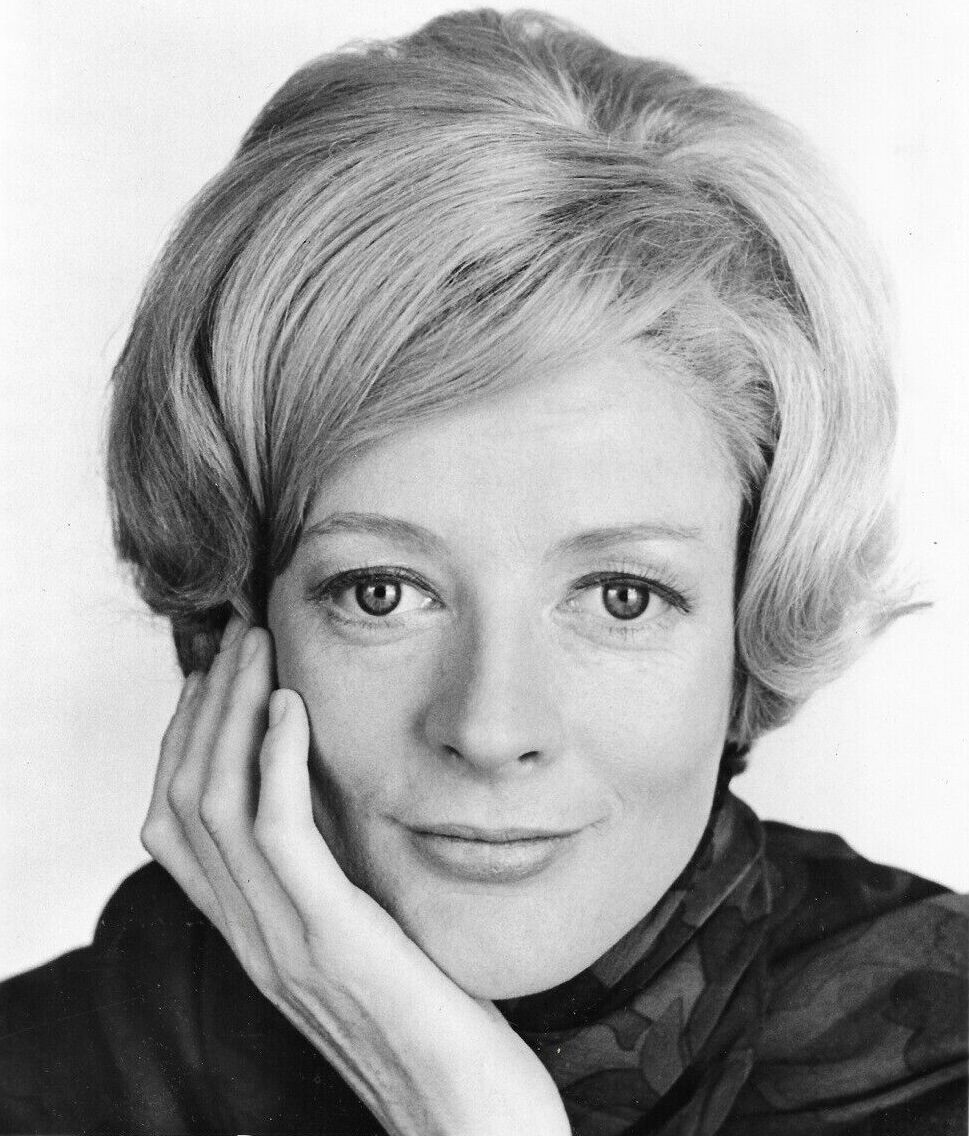
マギー・スミス

- 9月1日 - ブライアン・トゥルーマン（英語版）：アナウンサー、作家、声優（* 1932年）
- 9月2日 - ミック・カレン（英語版）：サッカースコットランド代表（* 1931年）
- 9月3日 - フローラ・フレイザー (第21代サルトゥーン夫人)（英語版）：貴族（* 1930年）
- 9月5日 - ハービー・フラワーズ（英語版）：ミュージシャン（* 1938年）
- 9月6日 - ロン・イェイツ：サッカースコットランド代表 (DF)（* 1937年）
- 9月6日 - アラン・リーズ：レーシングドライバー（* 1938年）
- 9月8日 - ズート・マニー（英語版）：ミュージシャン（* 1942年）
- 9月8日 - ベン・タパ（英語版）：オペラ歌手（* 1982年）
- 9月9日 - ジェフリー・ティトフォード（英語版）：政治家、イギリス独立党党首（* 1933年）
- 9月11日 - ケネス・コープ（英語版）：俳優（* 1931年）
- 9月15日 - ケニー・ヒスロップ（英語版）：ドラマー（* 1951年）
- 9月15日 - ジェフリー・ヒンスリフ（英語版）：（* 1937年）
- 9月16日 - エリザベス・エステベ＝コル（英語版）：イギリスの学者、博物館館長（* 1938年）
- 9月16日 - ノーマン・アクロイド（英語版）：アーティスト（* 1938年）
- 9月16日 - ギャリー・ショー（英語版）：サッカー選手 (FW)（* 1961年）
- 9月16日 - スティーブ・ハードウィック（英語版）：サッカー選手 (GK)（* 1956年）
- 9月20日 - デビッド・グラハム（英語版）：俳優（* 1925年）
- 9月22日 - ブライアン・ハゲット（英語版）：ゴルファー（* 1936年）
- 9月23日 - ルパート・キーガン：レーシングドライバー（* 1955年）
- 9月27日 - マギー・スミス：女優、1969年にアカデミー主演女優賞受賞（* 1934年）
- 9月27日 - クライブ・エバートン（英語版）：スポーツコメンテーター（* 1937年）
- 9月29日 - マーティン・リー（英語版）：歌手（* 1946年）
- 9月30日 - ロバート・ワッツ（英語版）：映画プロデューサー（* 1938年）

### 10月
- 10月1日 - マイケル・アンクラム（英語版）：政治家（* 1945年）
- 10月9日 - エベルト（英語版）：作家、ホロコースト生存者（* 1923年）
- 10月9日 - ジョージ・バルドック：イギリス出身でギリシャ代表のサッカー選手 (DF)（* 1993年）
- 10月10日 - ブライアン・ロックウッド（英語版）：ラグビー選手 (PR)（* 1946年）
- 10月10日 - ピーター・コーマック（英語版）：サッカー選手 (MF)、監督（* 1946年）
- 10月12日 - アレックス・サモンド：第4代首相（* 1954年）
- 10月14日 - ジャネット・ネルソン（英語版）：歴史家（* 1942年）
- 10月15日 - マイク・ジャクソン（英語版）：陸軍将校（* 1944年）
- 10月16日 - リアム・ペイン：歌手 (ワン・ダイレクション)（* 1993年）
- 10月18日 - ジョゼフ・リクヴェルト（英語版）：（* 1926年）
- 10月21日 - ポール・ディアノ：歌手（* 1958年）
- 10月22日 - ディック・ポープ：撮影監督（* 1947年）
- 10月23日 - ジェフ・ケイプス（英語版）：陸上競技選手 (砲丸投)（* 1949年）
- 10月27日 - ポール・ベイリー（英語版）：作家、批評家（* 1937年）
- 10月29日 - ナディア・カトゥーズ（英語版）：女優、歌手（* 1924年）
- 10月30日 - ブライアン・テスラー（英語版）：テレビプロデューサー（* 1929年）
- 10月31日 - トレバー・ワイマーク（英語版）：サッカーイングランド代表 (FW)（* 1950年）

### 11月

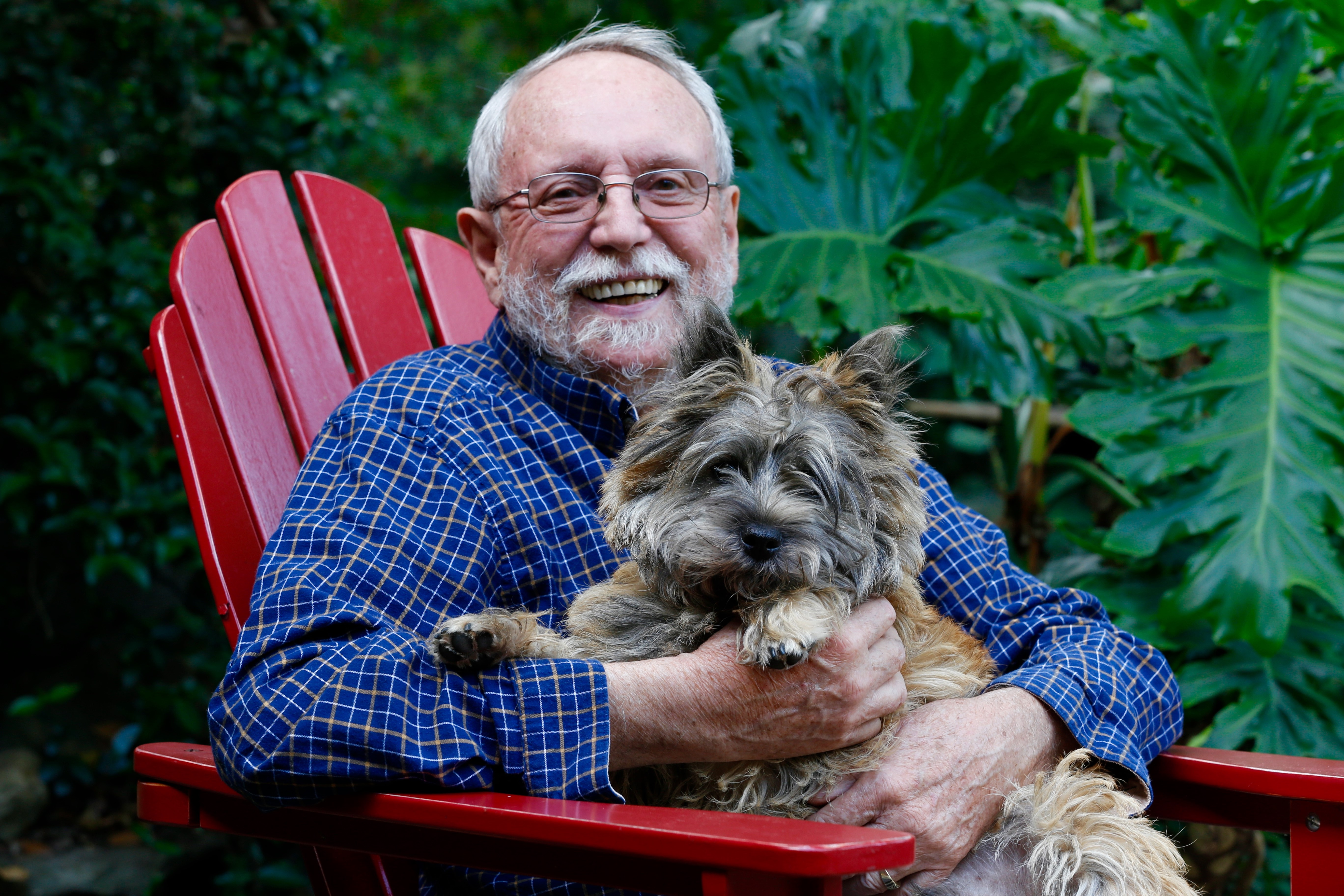
マイケル・ルース

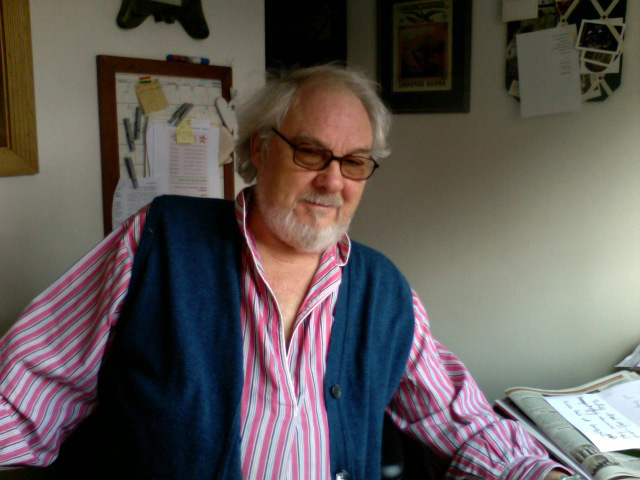
ピート・シンフィールド

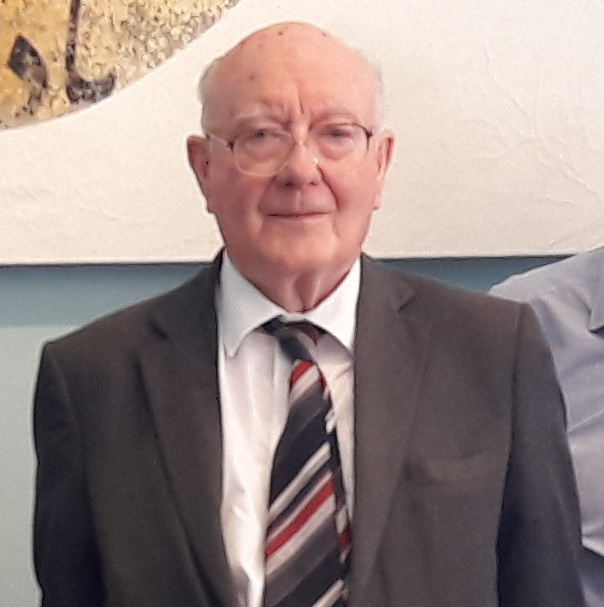
コリン・レンフルー

- 11月1日 - マイケル・ルース：科学哲学者（* 1940年）
- 11月6日 - ジョン・ノット（英語版）：政治家 (保守党)、国防大臣、貿易大臣、商務長官（* 1932年）
- 11月8日 - ジューン・スペンサー（英語版）：女優（* 1919年）
- 11月11日 - マイケル・ルース：科学哲学者（* 1940年）
- 11月12日 - ティモシー・ウェスト：俳優（* 1934年）
- 11月13日 - ブライアン・マクシン（英語版）：プロレスラー（* 1938年）
- 11月14日 - ピート・シンフィールド：詩人、作詞家（* 1943年）
- 11月19日 - コリン・チルバース（英語版）：テレビディレクター（* 1945年）
- 11月20日 - ジョン・プレスコット：政治家 (労働党)（* 1938年）
- 11月24日 - バーバラ・テイラー・ブラッドフォード（英語版）：小説家（* 1933年）
- 11月25日 - ジョン・ティニスウッド：スーパーセンテナリアン、存命中の世界最高齢男性（* 1912年）
- 11月25日 - コリン・レンフルー：考古学者（* 1937年）
- 11月26日 - ブライアン・ジャクソン（英語版）：クリケット選手（* 1933年）
- 11月26日 - ポール・ディケンソン（英語版）：陸上競技選手 (ハンマー投)（* 1949年）

### 12月
- 12月1日 - テリー・グリフィス（英語版）：スヌーカー選手、コーチ、解説者（* 1947年）
- 12月3日 - マルコム・ル・グライス（英語版）：芸術家（* 1940年）
- 12月8日 - トム・ボイス（英語版）：ラグビーイングランド代表（* 1981年）
- 12月9日 - アーノルド・ヤロー（英語版）：俳優、脚本家、小説家（* 1920年）
- 12月15日 - アンドリュー・ベネット (政治家)（英語版）：政治家 (労働党)（* 1939年）
- 12月17日 - メアリー・キア（英語版）：スーパーセンテナリアン（* 1912年）
- 12月20日 - ジョージ・イーストハム（英語版）：サッカーイングランド代表 (MF)（* 1936年）
- 12月21日 - ジャック・ボンド (映画監督)（英語版）：映画監督、プロデューサー（* 1937年）
- 12月23日 - ブライアン・フリーマントル：小説家（* 1936年）
- 12月25日 - ブリット・オールクロフト：映像作家、プロデューサー、映画監督、脚本家、『きかんしゃトーマス』の原案（* 1943年）
- 12月27日 - オリヴィア・ハッセー：女優（* 1951年）
- 12月27日 - ロザリンド・サヴィル（英語版）：美術館・博物館の学芸員（* 1951年）
- 12月30日 - フレイザー・ストッダート：化学者、2016年にノーベル化学賞受賞（* 1942年）
- 12月31日 - ロジャー・プラット：撮影監督（* 1947年）